# Ponto Chique
Ponto Chique – miasto i gmina w Brazylii, w stanie Minas Gerais.